# Club Atlético Espeleño
El Club Atlético Espeleño es un club de futbol de la localidad de Espiel, Córdoba (España). Juega en el Grupo X de la Tercera Federación.

## Historia
Fue fundado en 1982.
En la temporada 2013-14, con el objetivo de mantenerse en Primera Andaluza, llega al club Rafael Navarro que lograba el ascenso a la Tercera División en la temporada 2015-16. La primera temporada en Tercera estuvo a punto de jugar los play-offs de ascenso y la segunda logró la permanencia
Tras tres temporadas en Tercera, la temporada 2018-19 volvía de nuevo a las categorías regionales.
En la temporada 2020-21 jugó la final de la Copa de Andalucía perdiendola en los penaltis tras empatar sin goles en el tiempo reglamentario. Gracias a ello, la temporada 2020-21 jugó la Copa del Rey donde cayó en la Ronda Previa Interterritorial ante el C.D. Villa de Fortuna por un tanto a cero.
Esa misma temporada ascendía a la Tercera Federación en la última jornada al empatar a cero ante el Ayamonte.  Lograron mantener la categoría la temporada siguiente y al quedar en octavo lugar consiguieron clasificarse para jugar la Copa RFAF.